# Ouled Boudjemaa
Ouled Boudjemaa (em árabe: أولاد بوجمعة) é um município localizado na província de Aïn Témouchent, no noroeste da Argélia. Em 2010, sua população era de 6 228 habitantes.